# 杨秀东旧宅
杨秀东旧宅位于中国浙江省江山市廿八都镇小东门5号，是一处江山市文物保护单位。
2000年6月21日，杨秀东旧宅公布为第四批江山市文物保护单位。